# Atelestozoum obliquum
Atelestozoum obliquum är en mossdjursart som beskrevs av Harmer 1926. Atelestozoum obliquum ingår i släktet Atelestozoum och familjen Cellariidae. Inga underarter finns listade i Catalogue of Life.